# Очиток толстолистный
Очиток толстолистный (лат. Sedum pachyphyllum) – вид суккулентных растений рода Очиток, семейства Толстянковые. 

## Описание
Очиток толстолистный – декоративное растение с мясистыми булавовидными листьями с округлыми розово-красными кончиками. В комнатных условиях этот суккулент достигает до 30 см в высоту и долго цветет; крупные зонтиковидные соцветия желтых или желто-зеленых цветков украшают растение около полугода. Легко гибридизируется с другими видами семейства Толстянковые, что позволило селекционерам получить множество новых суккулентов, отличающихся формой, окрасом и размером. Время цветения: весна.
Очиток толстолистный часто скрещивают с Sedum stahlii для получения гибрида Очитка красноокрашенного.

## Распространение
Родным ареалом этого вида является Мексика (штаты Пуэбла и Оахака). Этот суккулентный полукустарник произрастает в основном в сезонно засушливых тропических биомах.

## Таксономия
Sedum pachyphyllum Rose, первое упоминание в Contr. U.S. Natl. Herb. 13: 299 (1911).

#### Этимология
Sedum: Родовое латинское наименование, от лат. sedare – «усмирять» (сочные листья действуют как болеутоляющее средство от ран) или sedere – сидеть (многие виды распростёрты по земле). Русское название рода Очиток заимствовано из украинского языка и восходит к укр. очисток, поскольку растение применяется как лечебное очищающее средство.
pachyphyllum: Видовой латинский эпитет от др.-греч. pachys = толстый и phyllon = лист. 

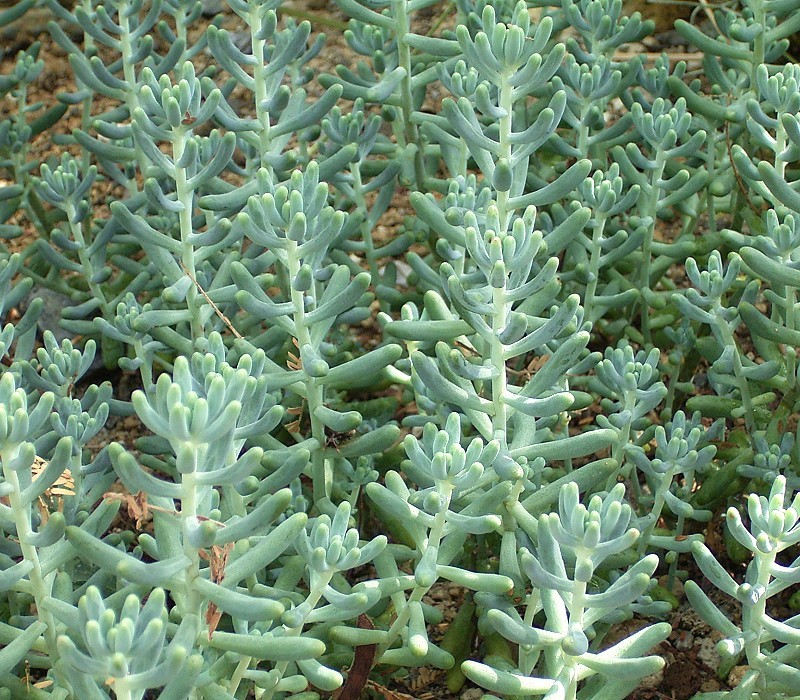
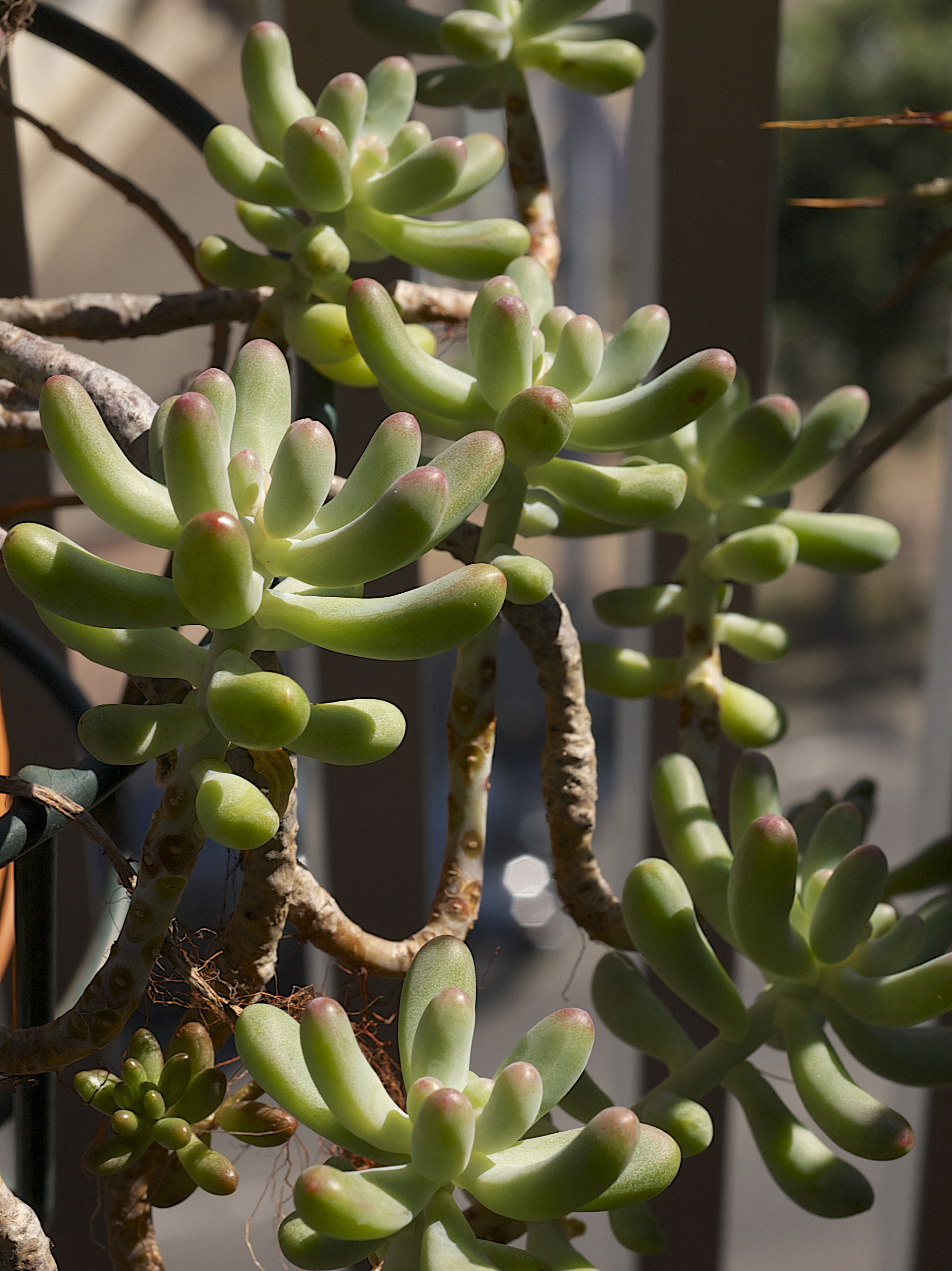
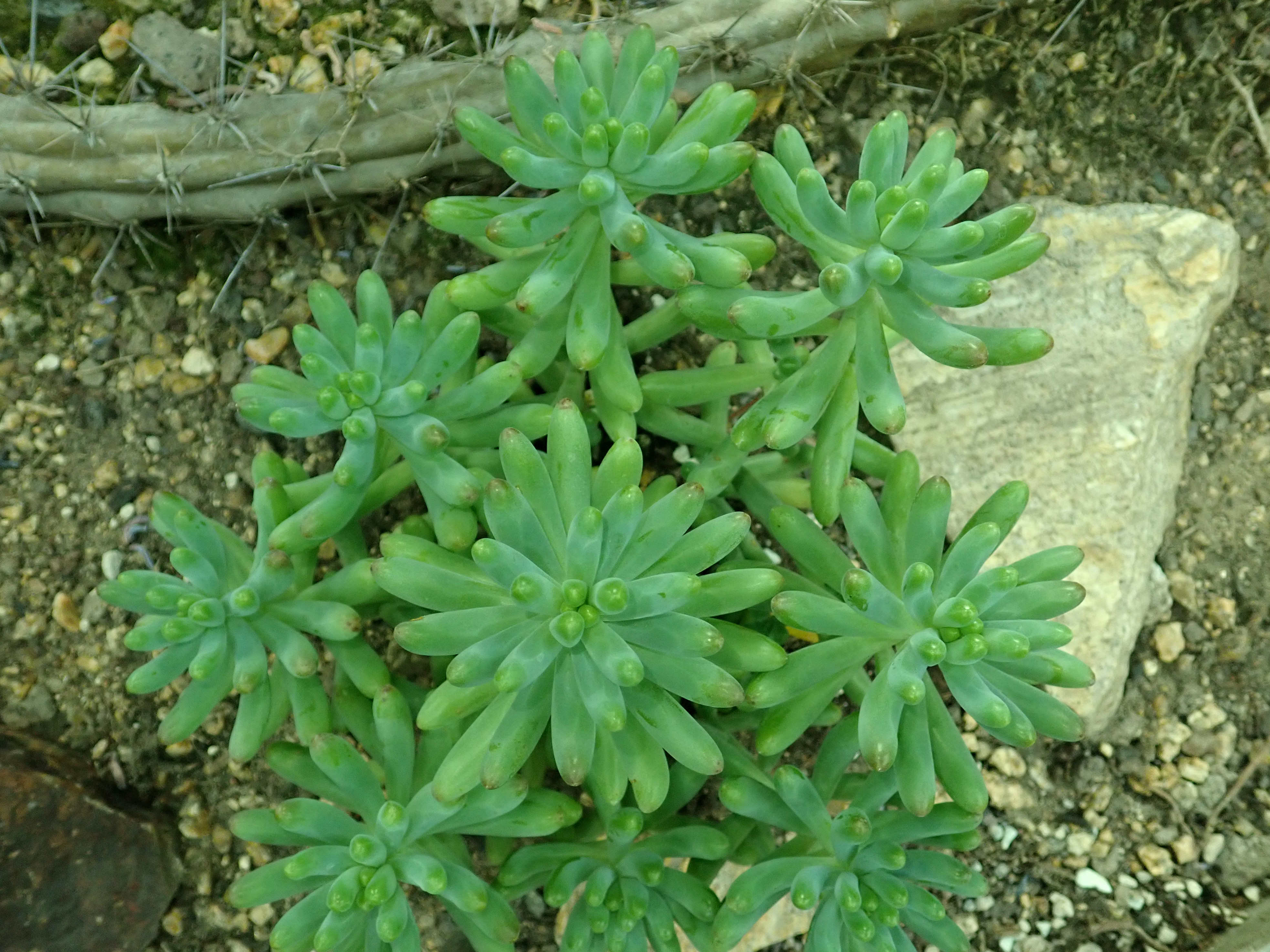
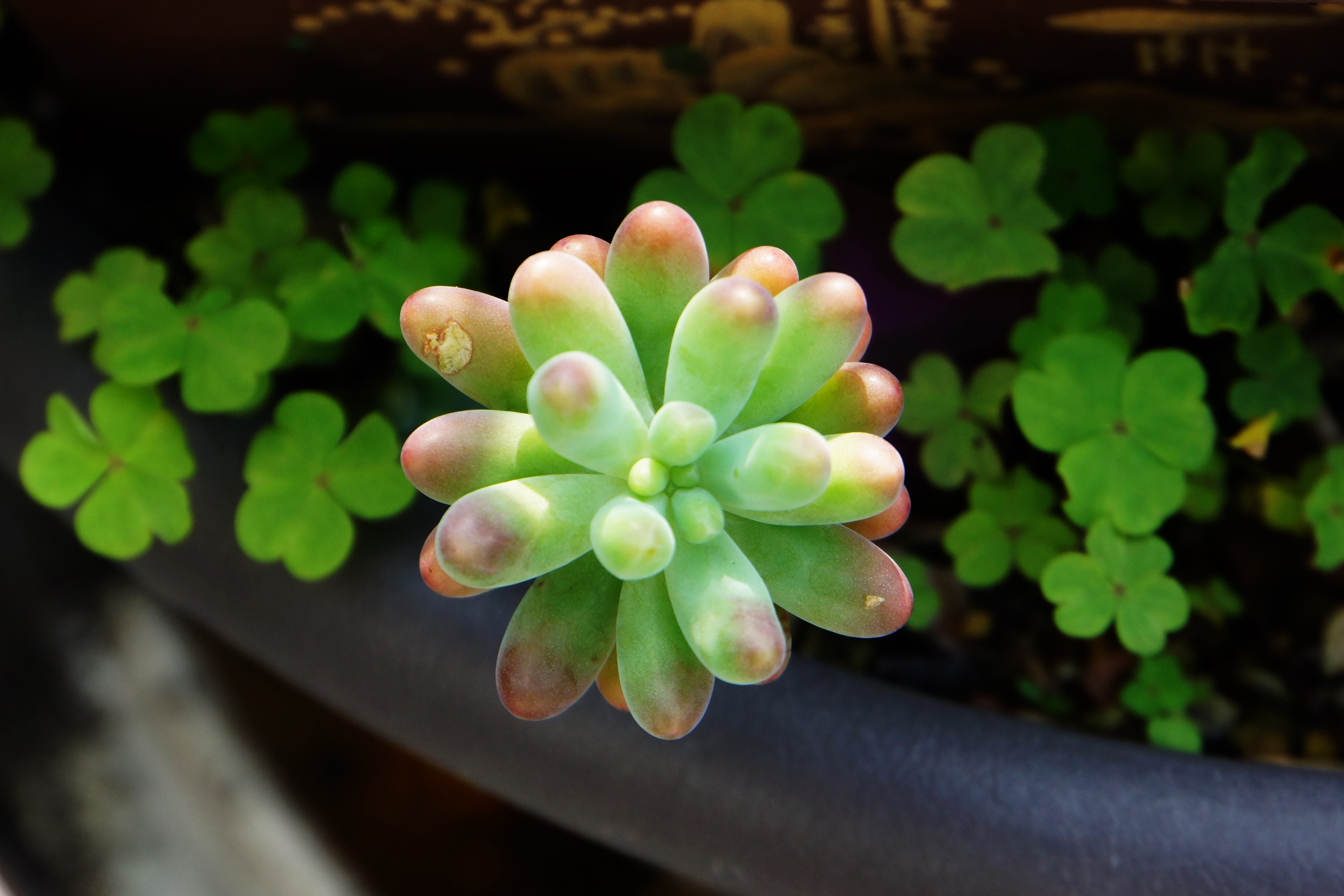